# Ca Puig Busquets
Ca Puig Busquets és un edifici noucentista del municipi de Valls (Alt Camp) protegit com a Bé Cultural d'Interès Local.

## Descripció
Es tracta d'un edifici entre mitgeres d'estil noucentista tardà, amb façana al carrer Puntarró, 1 i a la plaça de les Garrofes, 31. Hi ha un cos central amb baixos i quatre plantes, en lloc de les tres que té la resta de l'immoble. En la primera planta hi ha un balcó corregut que correspon a cadascun dels habitatges; al segon pis els balcons són independents; tots tenen muntants i llindes. En el vèrtex hi ha una fornícula, buida i motllurada. Hi ha finestres en la tercera i quarta plantes, aquestes amb arc de mig punt i ampit. La torre central té una cornisa molt volada amb 16 mènsules a la línia de façana; hi ha més en tot el perímetre de la coberta.
Els laterals no són iguals, el del costat sud té una àmplia i magnífica tribuna a les plantes segona i tercera. Sobre la tribuna hi ha els balcons del quart pis. Al costat nord, la tribuna incorpora els balcons.